# Gryporhynchus cheilancristrotus
Gryporhynchus cheilancristrotus is een lintworm (Platyhelminthes; Cestoda). De worm is tweeslachtig. De soort leeft als parasiet in andere dieren.
Het geslacht Gryporhynchus, waarin de lintworm wordt geplaatst, wordt tot de familie Gryporhynchidae gerekend. De wetenschappelijke naam van de soort werd voor het eerst geldig gepubliceerd in 1855 door Wedl.